# Lopes Tigrão
Wellington Nogueira Lopes de Avellar, mais conhecido como Lopes "Tigrão" ou simplesmente Lopes (Volta Redonda, 1 de junho de 1979), é um ex-futebolista brasileiro que atuava como atacante, mas também exercia a função de meia ofensivo.

## Carreira
Nasceu em Volta Redonda, mas foi criado na cidade de Pinheiral onde, aos 13 anos, começou a jogar pelo Palmeiras de Pinheiral.
Surgiu no Volta Redonda, como um meia ofensivo com boa marcação e um chute forte. Tinha técnica para se aproximar do ataque ajudando na armação e a, logo chamou a atenção do Palmeiras. Em 25 de maio de 2000, o negócio foi sacramentado e o Voltaço fez a venda mais cara da história do clube, em torno de R$ 1,2 milhão na época.
Pela equipe do Parque Antarctica, logo após a chegada, foi pego no exame antidoping por uso de cocaína. Mas deu a volta por cima e foi onde Lopes viveu seu melhor momento, ganhou a Copa dos Campeões, garantindo vaga para a Copa Libertadores da América de 2001, em que Lopes foi o artilheiro com 9 gols. Naquele ano, fez 17 gols em 34 partidas na temporada e chegou a fazer exames médicos no Milan. Pelo bom desempenho, chegou a ser cogitado para a Copa do Mundo de 2002 por Felipão.
Em fevereiro de 2002, machucou o joelho contra o ASA e teve que operar. Com o rebaixamento do Palmeiras em 2002, Lopes sai do elenco palmeirense e se tornou um "andarilho do futebol", com passagens curtas por várias equipes. Depois do Alviverde, defendeu Flamengo, Fluminense, Santos, Juventude e Cruzeiro.
Até que, no início de 2006, foi para o Japão, onde atuou por três anos e em dois clubes: Vegalta Sendai e Yokohama F. Marinos.
Na temporada 2009, defendeu o Atlético. Em maio rescindiu seu contrato com o clube mineiro de forma amigável. Em agosto de 2009, assinou com o Juventude, onde disputou a Série B do Campeonato Brasileiro.
Disputou a primeira divisão do Campeonato Paulista de 2010 pelo Atlético Monte Azul.
No dia 20 de abril de 2010, foi contratado pelo Ceará Sporting Club, mas teve seu contrato rescindido três meses depois por motivos extracampo. No dia 26 de novembro, Lopes acertou com o Volta Redonda como a maior negociação da história do Voltaço (mais de R$ 1 milhão), clube que o revelou para o cenário esportivo nacional. O meia seria o responsável pela armação de jogadas do clube, vestindo a camisa 35, em homenagem aos 35 anos de existência do clube, em 2011.
| “ | "O Lopes, além de ter nascido em Volta Redonda, é um jogador que surgiu no time da cidade e ganhou projeção nacional, atuando pelos maiores clubes do país. Nada mais justo que ele use a camisa que homenageará os 35 anos do Voltaço na temporada 2011." | ” |

Porém, após problemas extra-campo, Lopes rescindiu com o Volta Redonda em 4 de abril de 2011.
Para a temporada de 2012, foi anunciado como reforço do Metropolitano para a disputa do Campeonato Catarinense. Sua estreia pelo time de Blumenau aconteceu no dia 8 de fevereiro, no jogo em que o Metrô venceu o Atlético de Ibirama fora de casa por 3 a 2. Lopes entrou aos 36 minutos do segundo tempo, substituindo o atacante Rafael Costa. Menos de uma semana depois de seu primeiro jogo, a diretoria do clube anuncia a dispensa do jogador, alegando problemas disciplinares.
Em 2013 assina com o São José para a disputa da Segunda divisão paulista
Em 2016, anunciou sua aposentadoria, jogando pelo Volta Redonda.

## Títulos
Volta Redonda
- Copa Rio: 1999[11]

Palmeiras
- Copa dos Campeões: 2000

Santos
- Campeonato Brasileiro: 2004

### Outras Conquistas
Palmeiras
- Taça Pedreira: 2002
- Taça Cidade de Jacutinga: 2002
- Troféu 177º Aniversário de Rio Claro: 2002
- Taça River: 2002
- Troféu Aniversário de 100 Anos, de Paulo Coelho Netto: 2002

## Artilharias
Palmeiras
- Copa Libertadores da América: 2001 (9 gols)

## Aparições em videogames
- J.League Spectacle Soccer
- World Soccer Winning Eleven 6
- World Soccer Winning Eleven 6 Final Evolution
- World Tour Soccer 2003
- FIFA Soccer 06
- J.League Winning Eleven 10 + Europe League 06-07
- J.League Winning Eleven 2007 Club Championship
- J.League Winning Eleven 2008 Club Championship